# Jaroslav Hruška (malíř)
Jaroslav Hruška (* 1. května 1957 Český Krumlov) je český malíř

## Život
Narodil se v Českém Krumlově, vystudoval Střední odbornou školu výtvarnou v Praze.
Během studií ho postihlo duševní onemocnění, o kterém otevřeně vyprávěl v pořadu České televize. Po studiích pracoval několik let v propagačním oddělení obchodního domu Kotva, po návratu do rodného města se živil manuálně. Vlastní tvorbě se začal trvale věnovat po roce 1989. V 90. letech podnikl studijní cesty do Francie, Německa a Nizozemska.
Je členem Skupiny F (skupina tvůrců s duševním onemocněním umělci a osob, kterým otázka společenského přijetí lidí s duševním onemocněním není lhostejná).

## Dílo
Dílo Jaroslava Hrušky je ovlivněno francouzským impresionismem, především Éduardem Manetem. Podle vlastních slov usiluje ve svém díle především o zachycení nálady a myšlenky.

### Výstavy (výběr)
- 1979 – Český Krumlov, kavárna Konvice (první výstava, tužkokresby)[1]
- 2017 – Soběslav, čajovna Rolnička[4]
- 2021 – Tábor, Městská knihovna (Barvy duše, výstava Skupiny F, spolu s Pavlem Kolářem a Ladislavem Píšou)[5]